# Virginia Hall
Virginia Hall Goillot (Baltimore, 6 de abril de 1906 – Pikesville, 8 de julho de 1982) foi uma espia norte-americana que serviu durante a Segunda Guerra Mundial junto do Special Operations Executive britânico e, posteriormente, com os Office of Strategic Services e Special Activities Division da CIA. Ela tinha vários pseudônimos, como "Marie Monin", "Germaine", "Diane", "Marie de Lyon", "Camille", e "Nicolas". Os alemães a chamavam de Artemis e a Gestapo chegou a considerá-la uma das mais perigosas espiãs aliadas.

## Biografia
Virginia nasceu em 1906, em Baltimore, filha de Barbara Virginia Hammel e Edwin Lee Hall. Estudou nos prestigiados Radcliffe College e Barnard College (Universidade de Columbia ), onde estudou alemão, francês e italiano. Com a ajuda dos pais, ela terminou os estudos na Europa, passando pela Alemanha, França e Áustria, finalmente conseguindo um cargo junto ao corpo consular da embaixada americana em Varsóvia, na Polônia, em 1931.
Virginia esperava poder se juntar ao United States Foreign Service, mas em 1932 ela, acidentalmente, atirou na própria perna esquerda enquanto caçava na Turquia e precisou amputar a perna do joelho para baixo, substituindo-a por uma prótese de madeira, que ela apelidou de "Cuthbert". A amputação encerrou qualquer possibilidade de trabalhar para o serviço diplomático e ela se demitiu do Departamento de Estado em 1939. Em seguida, ela se ingressou na American University, em Washington, DC.

## Segunda Guerra Mundial
No ano em que a guerra foi declarada, Virginia estava em Paris, onde se juntou ao serviço de ambulâncias e resgate antes da anexação da França e de Paris ela foi para Vichy, território controlado pelos nazistas quando os combates pararam no verão de 1940. Virginia conseguiu chegar a Londres e se voluntariou para o novo Special Operations Executive (SOE), que a levou novamente para Vichy em agosto de 1941. Pelos próximos 15 meses, ela ajudou a coordenar atividades com a resistência francesa e ainda serviu como correspondente de guerra para o New York Post.
Quando os alemães passaram a controlar todo o território francês em novembro de 1942, Virginia fugiu para a Espanha. Segunda a Inteligência da Força Aérea dos Estados Unidos, os franceses a apelidaram de "la dame qui boite" ("a dama que manca") e os alemães a chamavam pela mesma alcunha, colocando-a na lista dos mais procurados.

### Office of Strategic Services

Certificado francês de 'Marcelle Montagne', forjado pela OSS

Virginia entrou para o serviço de operações especiais do Office of Strategic Services (OSS) em março de 1944 e pediu para retornar para a França ocupada. Acostumada a trabalhar atrás das linhas inimigas, ela logo conseguiu acesso e chegou com uma identificação francesa falsa no nome de Marcelle Montagne. Usando o codinome "Diane", ela enganou a Gestapo e entrou em contato com a resistência francesa.
Virginia mapeou zonas para pouso de suprimentos e de soldados para a Inglaterra, encontrou locais seguros e se associou com forças aliadas que tinham chegado à Normandia. Ajudou ainda a treinar batalhões para a resistência francesa em táticas de guerrilha contra os alemães, além de servir como informante e correspondente para as tropas aliadas.

## Pós-guerra
Em 1950, Virginia se casou com o ex-agente da OSS, Paul Goillot. Em 1951, ela ingressou na CIA, trabalhando como analista de inteligência para assuntos parlamentares franceses. Junto do marido, ele trabalhavam para a Divisão de Atividades Especiais da agência. Virginia se aposentou em 1966 e se mudou para uma fazenda em Barnesville, Maryland.

## Morte
Virginia Hall Goillot morreu no Hospital Adventista de Shady Grove, em Rockville, Maryland, aos 76 anos, em 8 de julho de 1982. Ela foi sepultada no Cemitério de Druid Ridge, em Pikesville, Condado de Baltimore, Maryland.

## Prêmios
Por seus esforços de guerra, Virginia ganhou a Cruz de Serviço Distinto, em setembro de 1945, o único oferecido a uma mulher civil durante a Segunda Guerra Mundial.

## Na mídia
Uma biografia sobre Virginia foi publicada pela escritora Sonia Purnell. A Woman of No Importance: The Untold Story of Virginia Hall, WWII's Most Dangerous Spy foi publicado nos Estados Unidos em março de 2019. No Brasil, ele foi publicado pela editora Planeta com o título Uma mulher sem importância: A história secreta da espiã americana mais perigosa da segunda guerra mundial, em janeiro de 2021.